# Lars Arvidsson Collin
Lars Arvidsson Collin verkade som "Kongl. Gymnasii och domkyrkas boktryckare" i Strängnäs åren 1738–1782, sedan han 1738 hade gift sig med änkan till Anders Laurelius, som innehade tryckeriet 1714–1736.